# Пусткув-Вільчковський
Пусткув-Вільчковський (пол. Pustków Wilczkowski, нім. Stein) — село в Польщі, у гміні Кобежиці Вроцлавського повіту Нижньосілезького воєводства.
Населення — 314 осіб (2011).
У 1975-1998 роках село належало до Вроцлавського воєводства.

## Демографія
Демографічна структура станом на 31 березня 2011 року:
|          | Загалом | Допрацездатний вік | Працездатний вік | Постпрацездатний вік |
| -------- | ------- | ------------------ | ---------------- | -------------------- |
| Чоловіки | 148     | 27                 | 109              | 12                   |
| Жінки    | 166     | 31                 | 108              | 27                   |
| Разом    | 314     | 58                 | 217              | 39                   |